# Imperial Bioscope (Rotterdam)

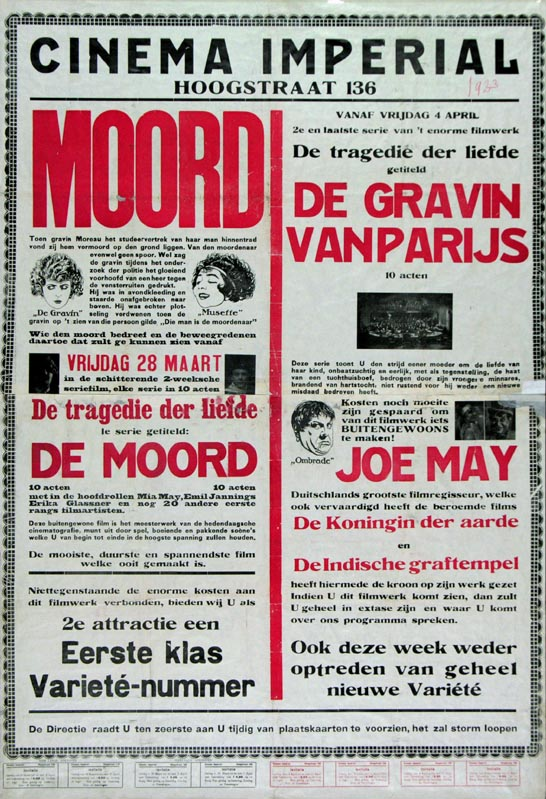
Film poster Cinema Imperial announces programme with "Murder"

De Imperial Bioscope was een bioscoop in Rotterdam die in 1912 opende aan de Hoogstraat 136. Tot de directie behoorden Heinrich Voltmann, Joh. Pool en Simon Schanzer. 
Vanaf 1913 trad Dolf Roodfeld op als explicateur: dat was in de tijd van de zwijgende film de performer die het publiek commentaar gaf ter begeleiding van de filmvoorstelling; vanaf 1916 vervulde J. Holbein die functie.
 In 1923 wordt de exploitatie overgenomen door Aron Chermoek en Awigdor Kiwe (Karl) Weisbard, destijds bekende namen in het Rotterdamse bioscoopbedrijf. Enkele jaren later sloot het theater om plaats te maken voor nieuwbouw waar een heel nieuwe bioscoopexploitatie in zou komen: het City theater.